# Selecció de rugbi XV d'Escòcia
La Selecció de rugbi XV d'Escòcia és l'equip oficial de rugbi a 15 d'Escòcia. L'equip és gestionat per la Unió Escocesa de Rugbi. Escòcia participa anualment al Torneig de les Sis Nacions, a més de participar en la Copa del Món de Rugbi, que se celebra cada quatre anys. Actualment Escòcia ocupa la novena posició en el rànquing mundial de seleccions de rugbi.
La selecció escocesa de rugbi va debutar el 1871, en un enfrontament on van derrotar Anglaterra en el que va ser el primer partit internacional de rugbi de la història, disputat al Raeburn Place. Escòcia va competir al Cinc Nacions des de la seva primera edició, el 1883, aconseguint adjudicar-se el torneig en 14 ocasions, inclòs el darrer Cinc Nacions de la història, l'any 1999, i essent co-campió en 8 altres ocasions. El 2000 la competició va acceptar un sisè participant, Itàlia, iniciant-se així el Sis Nacions. Des d'aleshores, Escòcia encara no ha guanyat la competició. El 1987 es va introduir la Copa del Món de Rugbi, havent participat Escòcia en les set edicions que s'han disputat des d'aleshores, la més recent la de 2015. La millor classificació fins avui és la quarta posició aconseguida l'any 1991, on l'equip escocès perdé el partit pel tercer i quart lloc davant de Nova Zelanda.
Escòcia té una gran rivalitat amb l'equip d'Anglaterra. Anualment, entre aquestes dues seleccions, es disputa la Calcutta Cup. Cada any, aquesta competició es disputa com a part del Sis Nacions, i la darrera victòria escocesa es remunta al 2008.

## Història

### 1871–1924

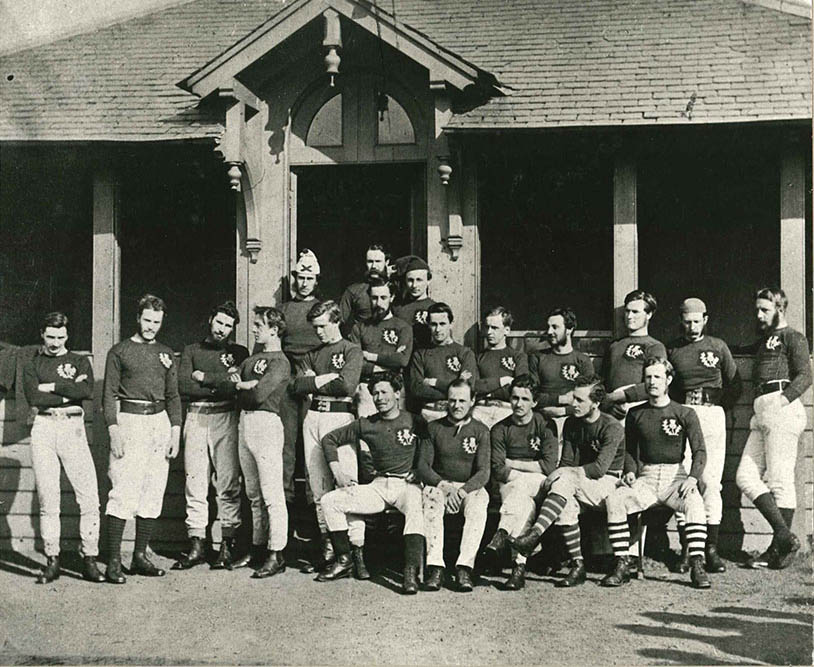
Primera selecció de jugadors escocesos, el 1871, per al primer partit internacional, contra Anglaterra, a Edimburg.

El desembre de 1870 un grup de jugadors escocesos van enviar una carta de desafiament als diaris The Scotsman i Bell's Life in London, desafiant a Anglaterra a disputar un partit de rugbi. Els anglesos no podien obviar aquest desafiament, portant així al primer partit internacional de la història del rugbi. L'enfrontament es va disputar a l'Academical Cricket Club de la capital escocesa, Edimburg, el dilluns 27 de març de 1871. Davant de prop de 4.000 espectadors, els escocesos van guanyar per un assaig (realitzat per Angus Buchanan) i un gol (fet per William Cross), davant del solitari assaig aconseguit per Anglaterra (encara no s'havia dissenyat un sistema de punts, de manera que només el gol va pujar al marcador final d'1–0). Posteriorment, Anglaterra es venjaria de la desfeta en un partit disputat al Kennington Oval de Londres l'any següent.
El 1878, els membres del Club de Rugbi de Calcuta van donar l'anomenada Calcutta Cup a la Federació Anglesa de Rugbi. Els membres del Club Calcuta havien decidit dissoldre l'equip; així, la copa va ser forjada a partir de les rúpies de plata que es van recuperar dels fons del club quan es van retirar del banc. La Copa és única en el sentit que se celebra anualment i només hi participen Anglaterra i Escòcia. El primer partit de la Copa Calcuta es va celebrar el 1879 i, des d'aleshores, se n'han disputat més de 100 partits.
El 1882 es va fundar el Campionat de les Nacions Locals, predecessor del Torneig de les Sis Nacions, que incloïa, a més d'Escòcia, Anglaterra, Gal·les i Irlanda. Els escocesos van aconseguir alguns èxits en aquestes primeres temporades, adjudicant-se la Triple Corona el 1891 i el 1895, compartint amb Gal·les el domini durant la primera dècada del segle xx. Escòcia va tornar a guanyar la Triple Corona els anys 1901, 1903 i 1907. No obstant, la victòria del 1907 seria la darrera en els propers 18 anys, ja que la Primera Guerra Mundial (1914-1918), primer, i el domini anglès, després, li negarien més glòria.
Finalment, el 1897 la Federació va comprar un terreny, a Inverleith, al costat d'Edimburg, convertint-se en la primera de les federacions participants en el Nacions Locals en ser propietaria del seu propi terreny de joc. Els primers visitants foren els irlandesos, el 18 de febrer de 1899 (Escòcia 3 Irlanda 9). Els partits internacionals es van disputar a Inverleith fins al 1925, moment en què la Federació escocesa va comprar unes terres on hi va construir el primer Murrayfield Stadium, el qual fou inaugurat el 21 de març de 1925.

### 1925–1945
El 1925 Escòcia ja havia aconseguit victòries contra França a Inverleith (25–4), Gal·les a Swansea (14-24) i Irlanda a Dublín (8-14). Anglaterra, la guanyadora del Grand Slam les dues temporades anteriors, va ser la primera a visitar Murrayfield. 70.000 van veure en directe com el marcador canviava de propietari tres vegades abans que Escòcia aconseguís imposar-se per 14–11, atorgant a l'equip escocès el seu primer Grand Slam al Cinc Nacions.
L'any següent, el 1926, Escòcia es va convertir en la primera selecció del Regne Unit en derrotar Anglaterra a Twickenham, després que els anglesos aconseguissin el Grand Slam en cinc edicions de les darreres vuit disputades.
L'inici de la Segona Guerra Mundial, el 1939, va portar a una parada en la pràctica del rugbi a Escòcia. La Federació escocesa va cancel·lar tots els partits internacionals i amistosos i va animar als membres dels clubs escocesos a realitzar totes les accions possibles en l'esforç bèl·lic. Alguns equips van tancar, mentre que d'altres van disputar partits a nivell local i, de vegades, contra equips de les forces armades acantonats a la zona.

### 1946–1987
Els partits internacionals es van tornar a celebrar a partir de la temporada 1946-47, tot i que no eren reconeguts formalment, no essent comptabilitzats els partits disputats a cap jugador. El gener del 1946 Escòcia va derrotar la potent selecció de les Forces Armades neo-zelandeses per 11 a 6. Escòcia va tornar a disputar partits internacionals oficialment a partir del febrer del 1947, debutant amb derrota contra Gal·les a Murrayfield per 8 a 22.
El període que va seguir la Segona Guerra Mundial no va ser exitós per als escocesos. El 1951 els Springboks van massacrar a Escòcia per 44–0, anotant nou tries, en el que va ser la derrota més escandalosa de la història del rugbi fins llavors. Escòcia patiria 17 derrotes successives entre febrer de 1951 i febrer de 1955, anotant només 54 punts en 17 partits: 11 tries, 6 conversions i 4 penals.
Entre el 1955 i el 1963 l'equip demostraria una millora notable. No es va poder derrotar Anglaterra, però es va aconseguir empatar-hi en tres ocasions. Si que es va poder derrotar a Gal·les, Irlanda i França, no obstant. Finalment, el 1964 seria un gran any per Escòcia. L'equip britànic va aconseguir un empat contra Nova Zelanda per 0-0, el darrer partit internacional en acabar sense punts fins avui. També es va aconseguir endur la Calcutta Cup, gràcies a una victòria per 15–6, la primera des del 1950, i van compartir el títol del Cinc Nacions d'aquell any amb Gal·les.
El 1971 es va contractar Bill Dickinson com a primer seleccionador de l'equip, després d'anys d'evitar crear aquesta posició, ja que consideraven que el rugbi s'havia de mantenir com a esport amater. Va ser designat oficialment com a "assessor del capità".
L'1 de març de 1975, al voltant de 104.000 espectadors va veure en directe a Murrayfield com Escòcia derrotava Gal·les per 12 a 10 en un partit del Cinc Nacions. L'assistència a aquell partit es va convertir en el rècord mundial del moment, i segueix sent el màxim rècord d'assistència a l'estadi escocès. Aquella victòria fou una de les nou consecutives que Escòcia aconseguí a casa durant els anys 70, tot i que aquesta fiabilitat no s'allargà als partits on era visitant, ja que només en va poder guanyar dos al llarg de la dècada.
El 1977 Nairn McEwan va succeir a Bill Dickinson com a seleccionador escocès. Tot i així, només va ser capaç de vèncer un partit en tres anys mentre va mantenir el càrrec. En qualsevol cas, el rugbi escocès estava evolucionant. L'establiment de les lligues nacionals la temporada 1973-74 va començar a generar els primers fruits; l'experiència dels jugadors, més acostumats a la pressió d'aquests partits d'alt nivell. Cada vegada menys jugadors eren seleccionats provinent de clubs anglesos per representar escòcia, ja que els equips locals produïen el suficient nombre de bons jugadors des de la Primera Guerra Mundial.
El 1980 Jim Telfer va esdevenir nou seleccionador nacional d'Escòcia, heredan un equip amb fran potencial. El març del 1982 el conjunt escocès va derrotar a Gal·les a domicili per primera vegada en 20 anys. El juliol d'aquell any Escòcia va realitzar un tour per Austràlia, aconseguint guanyar el primer partit, que es va convertir en la primera victòria de la història dels escocesos a domicili contra un dels tres grans conjunts de l'hemisferi sud. Després d'aquesta fita, no obstant, la temporada del 1983 va ser una gran decepció, perdent els primers tres partits del Cinc Nacions. Finalment, però, els escocesos van aconseguir imposar-se a Anglaterra a Twickenham, la seva segona victòria en camp anglès després de la del 1938. A finals de tardor Escòcia aconseguiria un empat davant dels All Blacks, acabant el partit 25-25.
Escòcia va recuperar-se el 1984, aconseguint el seu segon Grand Slam, i el seu primer des del 1925, capitanejats per Jim Aitken. L'equip es beneficiava, així, d'una selecció consistent: 12 jugadors van formar part dels quatre partits del Cinc Nacions, mentre que dels 20 que van participar en almenys un partit, només dos jugaven en clubs de fora d'Escòcia. Jim Telfer va deixar l'esport després del Grand Slam per concentrar-se en la seva carrera professional com a mestre d'escola. Seria substituït pel seu assistent, Colin Telfer (que no era familiar seu). Només va mantenir el càrrec un any, suficient per perdre tots els partits del Cinc Nacions l'any 1985. Després d'aquests pèssims resultats, va dimitir i es va concentrar en els seus negocis. Derrick Grant va ocupar el seu càrrec.
El gener del 1986, en un partit entre "Blaus" (jugadors que s'espera que representin Escòcia) i "Vermells" (joves jugadors de futur) els "Vermells" es van imposar per un contundent 41-10. En aquest equip hi havia jugadors com Gavin i Scott Hastings, Finlay Calder o David Sole. Tots ells van debutar amb Escòcia en el Cinc Nacions d'aquell any, realitzant grans actuacions per al combinat escocès les següents edicions. Escòcia va compartir el Cinc Nacions d'aquell any amb França, aconseguint els dos equips guanyar tres partits de quatre. En aquella edició, Escòcia va apallissar Anglaterra per 33-6 a Murrayfield, el rècord anotador a favor d'Escòcia contra el seu màxim rival, a més de ser la pitjor derrota patida per Anglaterra en un segle.

### 1987–2000
Escòcia va disputar la primera Copa del Món de Rugbi, disputada a Nova Zelanda i Austràlia l'estiu del 1987. John Rutherford, la principal estrella de l'equip, es va lesionar el genoll abans de la competició en un tour no autoritzat per Bermudes. Abans del primer quart d'hora del primer partit d'Escòcia en una Copa del Món, contra França, va haver d'abandonar el camp, i no va tornar a jugar mai més per la selecció. Finalment Escòcia quedaria eliminada a quarts de final, perdent contra Nova Zelanda. El 27 de juny de 1988 Ian McGeechan va ser nomenat entrenador de la selecció, substituint a Derrick Grant, que s'havia retirat després del Cinc Nacions del 1988.
L'any 1990 va ser un gran any per Escòcia, que va arribar al darrer partit del Cinc Nacions amb possibilitats d'aconseguir el Grand Slam. A més, el rival era Anglaterra, que també comptava els seus partits per victòries, i el partit es disputava a Murrayfield. Tot i que l'equip anglès partia com a clar favorit, la selecció escocesa, capitanejada per David Sole, es va acabar imposant per 13–7, adjudicant-se així el seu tercer Grand Slam. El partit contra Anglaterra també va ser important en un altre sentit: va ser el segon cop en la història que el Flower of Scotland, el que amb el temps es convertiria en l'himne oficiós del XV del Card, sonava a Murrayfield. Aquell mateix any s'havia estrenat.
La segona Copa del Món es va celebrar l'any 1991, amb la particularitat que alguns partits eren compartits amb el Cinc Nacions. Escòcia va quedar en primera posició del seu grup, derrotant el Japó, Zimbabwe i Irlanda, aquests darrers per poc, i després va superar a Samoa occidental als quarts de final. Tot i així, els escocesos serien derrotats per Anglaterra a les semifinals, a Murrayfield, i, finalment, perdrien el partit pel tercer lloc contra Nova Zelanda.
L'any 1994 va ser molt dolent pels escocesos, que no van poder guanyar cap partit, però el 1995 van recuperar-se, vencent en els primers tres partits del Cinc Nacions. Aquesta ratxa inclou la victòria per 21-23 contra França, gràcies a un try anotat l'últim minut per Gavin Hastings. Aquesta fou la primera victòria escocesa a París des del 1969. El darrer partit va tornar a decidir qui s'enduria el Grand Slam, tot i que en aquesta ocasió fou Anglaterra qui s'imposà, derrotant els escocesos per 24-12, en part gràcies a la destresa en les puntades de Rob Andrew.
La tercera Copa del Món, disputada a Sud-àfrica, es va disputar l'any 1995. El partit per la primera posició del grup va enfrontar Escòcia amb França, amb victòria per la darrera gràcies a un try en temps afegit. Als quarts de final l'equip britànic fou derrotat per Nova Zelanda.
Escòcia va aconseguir adjudicar-se el darrer Cinc Nacions de la història, el 1999, gràcies a una victòria en l'últim minut de Gal·les sobre Anglaterra. Tot i així, la participació escocesa en la Copa del Món del 1999 va acabar en el que s'estava convertint en habitual: essent derrotats en quarts de final per Nova Zelanda.

### 2000–2008
L'any 2000 Itàlia es va incorporar al torneig, que va passar a anomenar-se Sis Nacions. Escòcia va iniciar amb mal peu el nou format, perdent els primers quatre partits. Tot i així, capitanejats per Andy Nicol, en l'últim partit van aconseguir una gran victòria contra Anglaterra, a Murrayfield, per 19 a 13.

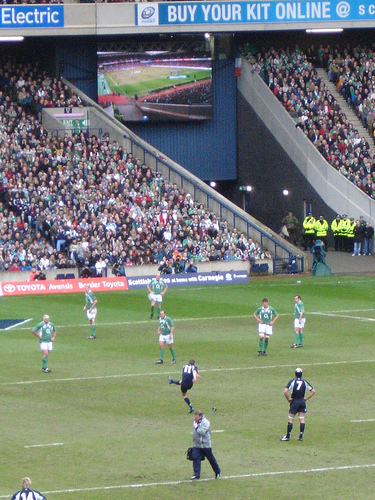
Chris Paterson xuta davant d'Irlanda.

L'entrenador australià Matt Williams es convertí, el 2003, en el primer seleccionador estranger que dirigia Escòcia. Tot i així, la seva elecció fou controvertida i mancada d'èxit, amanida amb mals resultats i discussions amb entrenadors i jugadors. El 2004 Williams va intentar introduir el concepte de Castell Escòcia, política que pretenia que només els jugadors que desenvolupaven la seva carrera esportiva a Escòcia podrien ser convocats per la selecció. Mentrestant, la Unió escocesa de rugbi (UER) va passar a ser gestionada per Phil Anderton (conegut com a 'Firework Phil' (Firework = focs artificials) pels seus espectacles d'entreteniment previs als partits), que va redirigir i millorar la solvència econòmica de la institució, implantant grans reformes per mitigar la pèrdua d'afició a l'esport a Escòcia, però dimití el 2005 quan el seu cap, David Mackay, es va veure obligat a dimitir pel comitè general de l'UER. L'abril d'aquell any, Escòcia només havia guanyat tres dels disset partits disputats des que Williams agafà el càrrec. Després d'una revisió per part de l'UER, i davant de la crítica oberta d'alguns aficionats contra els jugadors, Williams fou despatxat, el 25 d'abril.
Frank Hadden, entrenador de l'Edinburgh Rugby, fou designat com a entrenador interí per l'estiu del 2005, moment en què Escòcia s'enfrontava amb els Barbarians i Romania, vencent ambdós duels. El 15 de setembre seria nomenat com a primer entrenador de la selecció escocesa.
En el primer partit del Sis Nacions del 2006, contra França, Escòcia es va imposar per 20–16, essent el primer cop des del 1999 en què derrotaven al gegant gal. Escòcia també va derrotar a Anglaterra a Murrayfield, per 18–12, adjudicant-se la Calcutta Cup.
La tardor del 2006 Escòcia va disputar tres amistosos internacionals, derrotant a Romania i al combinat dels illencs del Pacífic. En el darrer partit, no obstant, els escocesos foren derrotats per Austràlia per 44–15.

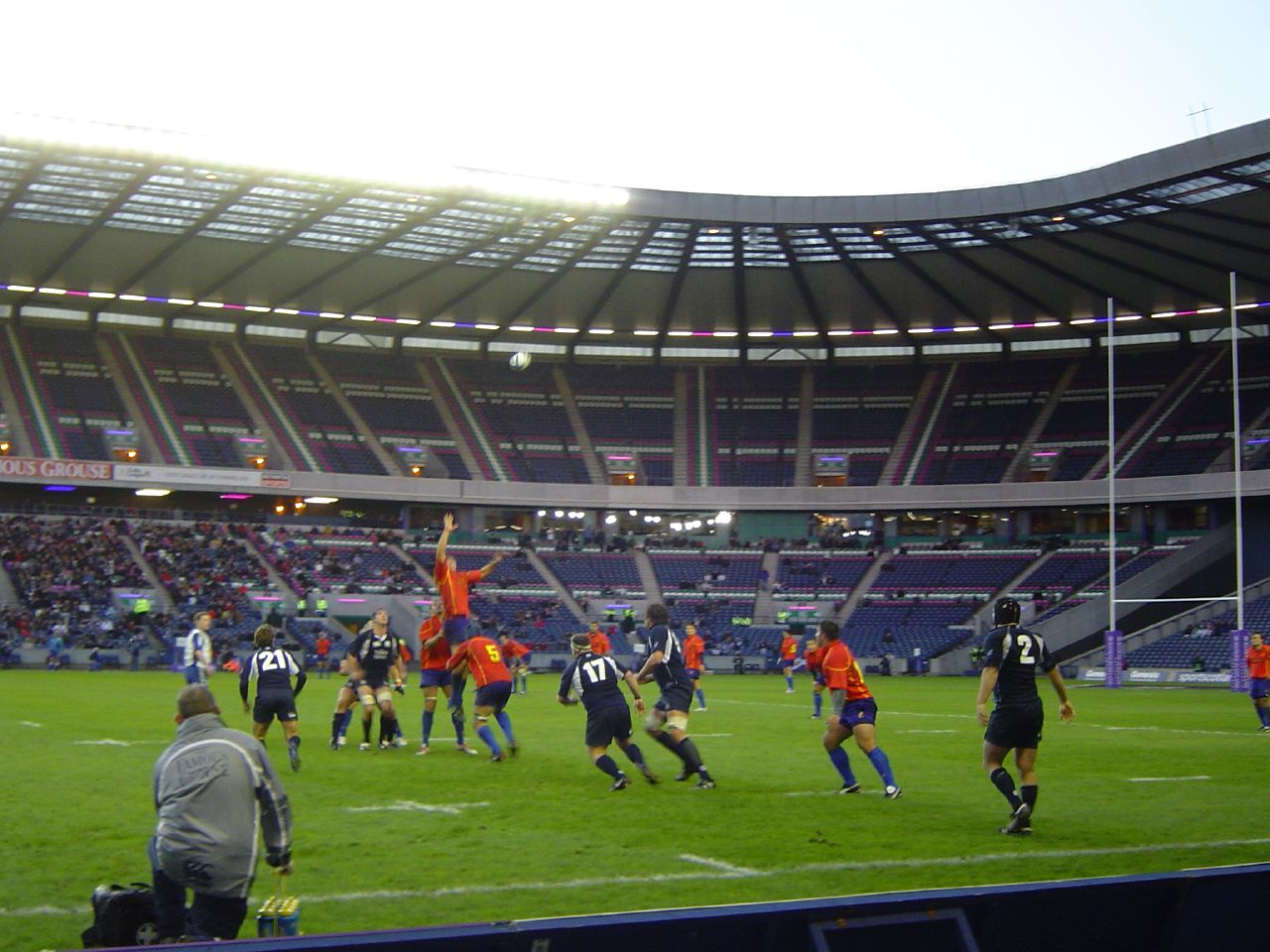
Escòcia i Romania l'11 de novembre de 2006. Els escocesos s'imposarien per 44 a 6.

El 2007 Escòcia es va convertir en el primer equip del Sis Nacions en perdre a casa contra Itàlia, que acabà 17–37. Aquesta es convertí en la victòria més gran d'Itàlia contra Escòcia, tant com a local com com a visitant. Més tard, aquell mateix any, Escòcia va participar en la Copa del Món de 2007. Els escocesos van aconseguir classificar-se pels quarts de final, però allí foren eliminats per Argentina.
Escòcia va començar el Sis Nacions del 2008 perdent a casa per 6-27 contra França. La pressió sobre Frank Hadden es va intensificar després de les derrotes contra Gal·les i, posteriorment, Irlanda. Tot i així, després van imposar-se a Anglaterra, aconseguint la Calcutta Cup, per 15–9. Finalment els escocesos també perdrien amb Itàlia, tot i que evitarien la cullera de fusta. Aquell estiu del 2008 visitarien Argentina, contra qui van disputar dos partits. El primer el van perdre per 21 a 15, però el segon el van guanyar per 14 a 26.

### 2009–actualitat
En un nou desastrós Sis Nacions, Escòcia només va poder guanyar un partit per segona temporada consecutiva (contra Itàlia), motiu pel qual Frank Hadden va dimitir com a seleccionador escocès. El 4 de juny de 2009 l'ex-jugador de l'Edinburgh i el Bath Rugby, l'anglès Andy Robinson, va ser nomenat seleccionador d'Escòcia. El joc de l'equip va millorar, aconseguint-se derrotar a Fiji, per 23–10, i a Austràlia, per 9-8, la primera victòria contra els Wallabies en 27 anys.
En el Sis Nacions del 2010, Escòcia va tornar a perdre contra França, Gal·les i Itàlia, abans d'aconseguir empatar amb Anglaterra. Contra Irlanda, en el darrer partit del torneig, Escòcia va aconseguir la primera victòria d'aquella edició al derrotar els irlandesos per 20-23, gràcies a un penal anotat l'últim minut per Dan Parks, denegant a Irlanda la consecució de la Triple Corona i evitant, a més, adjudicar-se la Cullera de fusta. Aquell any 2010 Escòcia va viatjar a l'Argentina, on va aconseguir la seva primera sèrie de victòries, derrotant els Pumas en els dos partits que van disputar: 16-24 i 9-13. Més tard Escòcia seria apallissada per Nova Zelanda, tot i que després derrotaria Sud-àfrica, 21–17, i Samoa, 19–16.
El conjunt escocès va tornar a realitzar un pobre Sis Nacions l'any 2011, tornant a guanyar només un partit, per 21-8, contra Itàlia, essent incapaç, a més, d'aconseguir un try en tres partits.(xinès) En la Copa del Món de 2011, no obstant, Escòcia va derrotar Romania, 34-24, i Geòrgia, 15–6, abans de perdre contra Argentina per 13–12. En el darrer partit de la fase de grups, Escòcia necessitava derrotar Anglaterra, en un partit disputat a Auckland. Els escocesos lideraven el marcador per 12–3 quan faltava un quart d'hora per acabar el partit, però un try aconseguit per l'anglès Chris Ashton va conduir cap al 12-16 definitiu a favor dels anglesos. Aquesta fou la primera vegada a la història que els escocesos no eren capaços d'arribar als quarts de final d'una Copa del Món.
Escòcia va realitzar un pèssim Sis Nacions el 2012, emportant-se la Cullera de fusta, tot i haver tingut moments prometedors. A més, va caure en la 12a posició, el mínim històric dels escocesos al rànquing de la IRB. Fins i tot després d'aquesta desfeta, Escòcia va derrotar Austràlia per 6-9 en la gira que va realitzar posteriorment a Austràlia, Fiji i Samoa. Aquesta era la primera victòria escocesa a Austràlia des del 1982, i la primera vegada en 30 anys que derrotava Austràlia més d'una vegada seguida. Escòcia també va derrotar Fiji i Samoa. En el transcurs dels amistosos disputats la tardor del 2012, però, van patir un seguit de derrotes, contra els All Blacks, Sud-àfrica i, més preocupant, Tonga, fet que va provocar la dimissió d'Andy Robinson com a seleccionador.
Scott Johnson el va succeir el desembre d'aquell any.
En el Sis Nacions del 2013 Escòcia va realitzar un millor campionat, derrotant a Itàlia i a Irlanda, aconseguint així la tercera posició, la seva millor classificació des del 2006. El 3 de maig de 2013 Johnson fou nomenat Director de Rugbi d'Escòcia, càrrec de nova creacií, que el situava com a principal autoritat del rugbi escocès a tots els nivells. El 27 de maig d'aquell any es va anunciar que Vern Cotter seria el nou entrenador del combinat escocès, tot i que la federació va haver d'esperar fins al 2014 per contractar-lo, ja que no va poder arribar a un acord amb l'actual equip de Cotter, el Clermont, amb qui encara tenia un any de contracte.
L'any 2014 la selecció escocesa va tornar a realitzar un Sis Nacions desastrós, aconseguint només una victòria contra Itàlia, acabant en penúltima posició i apallissats per Gal·les, 51 a 3, en el darrer partit de la competició. Vern Cotter, finalment, va agafar possessió del càrrec de seleccionador, i aquell mateix juny l'equip va aconseguir guanyar els tres partits que va disputar en els testos d'Amèrica, just abans de ser apallissats per Sud-àfrica per 55 a 6. Al novembre es van realitzar tres amistosos a Murrayfield, que van acabar amb dues victòries, davant Argentina i Tonga, i una derrota per la mínima, contra Nova Zelanda. El partit contra Tonga es va disputar al Rugby Park, a Kilmarnock, convertint-se en el primer partit de rugbi internacional en jugar-se sobre una superfície artificial de la història.
El Sis Nacions de 2015 va acabar en decepció per Escòcia, tot i l'optimisme amb què s'encarava el torneig, tant entre els jugadors com els aficionats. Tot i així, en els amistosos previs a la Copa del Món el joc dels escocesos va millorar, aconseguint dues victòries contra Itàlia i dues derrotes per la mínima davant d'Irlanda i França. Escòcia va jugar molt bé en la Copa del Món del 2015 disputada a Anglaterra; els escocesos es van classificar al seu grup després de derrotar Japó, Estats Units i Samoa, tot i que va perdre davant de Sud-àfrica. Escòcia es va enfrontar amb Austràlia en els quarts de final, on a només 30 segons d'acabar el partit guanyava per 34 a 32. Tot i així, en aquell moment, l'àrbitre Craig Joubert va xiular un penal controvertit a favor d'Austràlia, que després l'òrgan governatiu va considerar que havia estat incorrectament xiulat, que va permetre a Bernard Foley anotar per donar la victòria a Austràlia.

## El card i l'himne

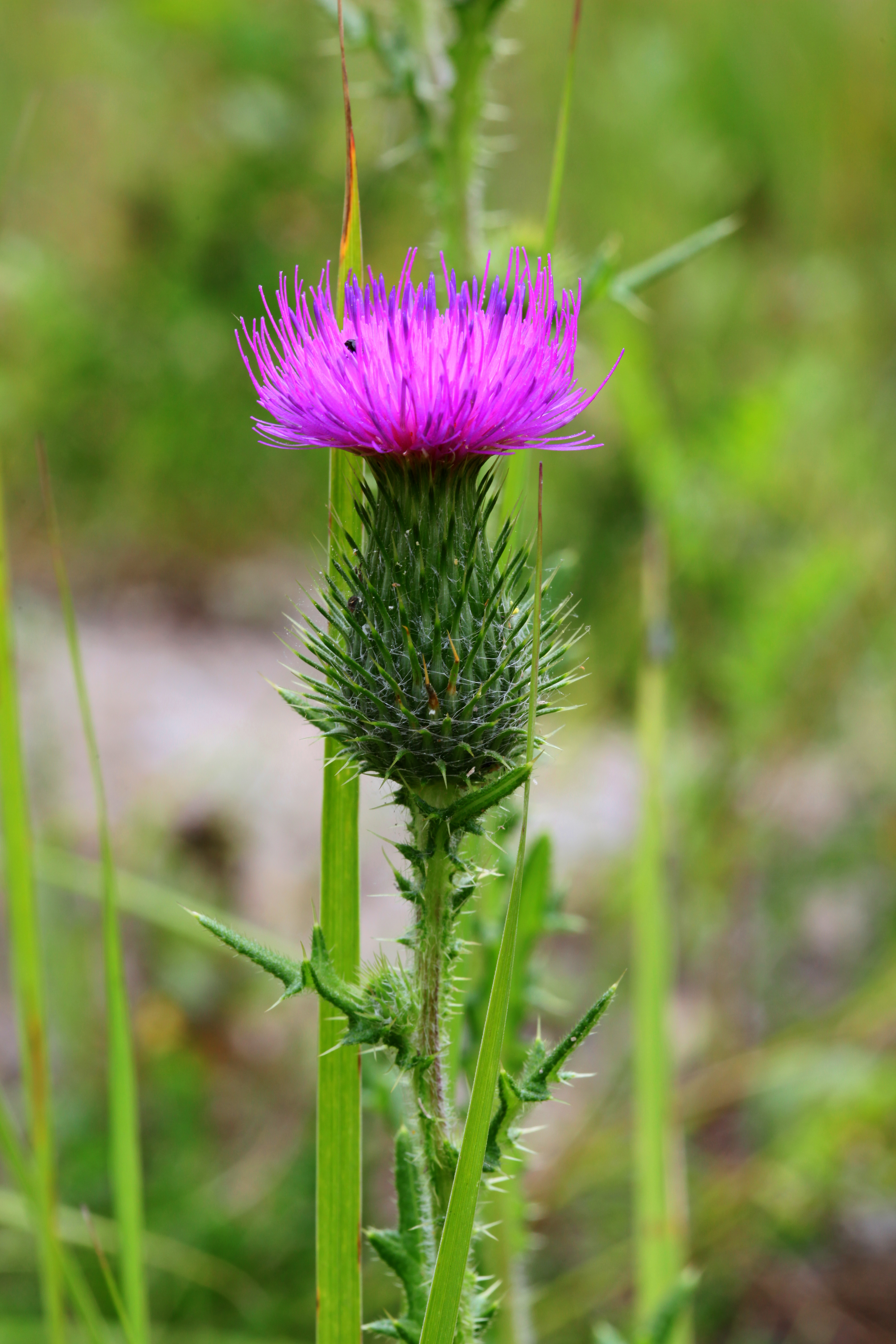
El card, emblema nacional d'Escòcia des del regnat d'Alexandre III d'Escòcia (1249–1286), i emblema de la selecció escocesa de rugbi.

El card és la flor nacional, així com el símbol de la selecció escocesa de rugbi. Segons la llegenda, el "card guardià" ha participat en la defensa d'Escòcia davant dels Vikings noruecs, un dels quals va cridar de dolor al trepitjar un card, alertant als defensors escocesos. La locució llatina Nemo me impune lacessit ("Ningú em provoca amb impunitat!" en català) és un antic lema dels reis escocesos, així com de el primer orde de cavalleria escocès, la Més Antiga i Més Noble Ordre del Card (the Most Ancient and Most Noble Order of the Thistle), i de la Guàrdia Escocesa.
"Flower of Scotland" ha estat utilitzat des del 1990 com a himne no-oficial d'Escòcia. Va ser escrit per Roy Williamson, dels The Corries, el 1967, i va ser adoptat per la federació en substitució del "God Save the King". La primera vegada que es va utilitzar el "Flower of Scotland" com a himne, Escòcia va entrar al camp a l'inici del darrer partit del Cinc Nacions, contra Anglaterra, on els dos equips es jugaven el torneig. La combinació fou explosiva i Escòcia es va imposar per 13 a 7, aconseguint el torneig i el Grand Slam.

## Estadi

### Primers camps
Entre 1871 i 1925, la selecció escocesa va disputar els seus partits internacionals en diversos estadis, abans d'instal·lar-se definitivament a Murrayfield. El primer partit internacional, que va enfrontar a Escòcia i a Anglaterra, es va disputar al Raeburn Place d'Edimburg. Aquell enfrontament es va produir el 27 de març de 1871.
Obligats a llogar diversos estadis de criquet per poder jugar, la federació escocesa de rugbi va decidir posseir un estadi per no dependre de tercers. L'objectiu trigarà set anys a assolir-se, ja que molts municipis estaven en contra d'hostatjar un camp de rugbi, adduint que els aficionats es dirigien als partits com hordes de caça. Finalment, el 1897, la federació va comprar un terreny a Inverleith per la suma de 3.800 lliures, convertint-se així en la primera de les quatre federacions britàniques en posseir el seu propi estadi. En un principi, el primer partit al nou estadi havia de ser contra Gal·les, però al final l'estrena es produí el 18 de febrer de 1899, en partit contra Irlanda, i que va acabar amb derrota per 3 a 9. El XV del Card es va instal·lar definitivament a Murrayfield el 21 de març d'aquell mateix any.

### Murrayfield

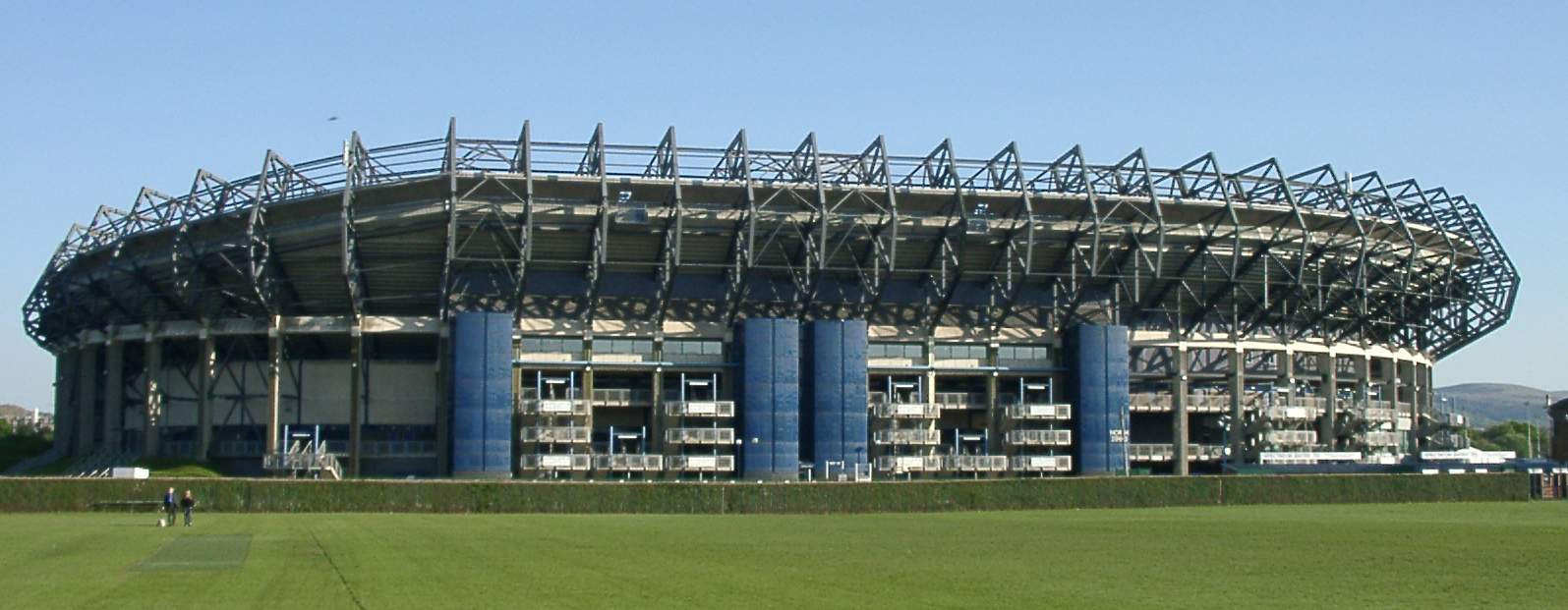
Murrayfield.

La federació escocesa de rugbi va comprar un terreny el 1920 a l'Edinburgh Polo Club, on hi va construir el primer estadi de Murrayfield, inaugurat el 21 de març de 1925. El primer partit disputat al nou estadi fou contra Anglaterra, davant de 70.000 espectadors. L'equip local va vèncer i es va adjudicar el seu primer Grand Slam.
En el transcurs de la Segona Guerra Mundial, Murrayfield fou utilitzat com a magatzem per la Royal Air Force, i la selecció va haver de disputar els partits, provisionalment, a Inverleith, fins que l'estadi deixà d'estar requisat.
L'estadi va arribar a tenir una capacitat per 104.000 espectadors el 1975, tot i que després s'ha reduït la seva capacitat per raons de seguretat.
De cara a la Copa del Món del 1991, es va instal·lar un sistema de calefacció a terra, que permet que els partits disputats a l'hivern tinguin millors condicions.
Al costat sud-est de l'estadi, prop del pont de ferrocarril, hi ha un memorial erigit en homenatge als jugadors de rugbi escocesos que van perdre la vida en el transcurs de les dues guerres mundials.

## Estadístiques de partits

### Sis Nacions
Anualment, Escòcia competeix en el Torneig de les Sis Nacions, on s'enfronta a cinc seleccions europees més: Anglaterra, França, Gal·les, Irlanda i Itàlia. El Sis Nacions va començar com a Nacions Locals (Home Nations en anglès), el 1883. El primer títol d'Escòcia va arribar el 1886, compartint-lo amb Anglaterra, i el primer en solitari l'any següent. Fins a l'actualitat, la selecció escocesa ha aconseguit proclamar-se campiona en solitari 14 vegades, compartint el títol en 8 ocasions més. Escòcia també ha guanyat 3 Grand Slams (inclosa la Triple Corona), els anys 1925, 1984 i 1990. Finalment, també ha aconseguit 4 Triples Corones més. Escòcia també es juga la Calcutta Cup amb Anglaterra com a part de la competició. Escòcia va aconseguir adjudicar-se el darrer Cinc Nacions de la història, el 1999, abans que Itàlia s'unís a la competició i comencés el Sis Nacions.
|                                               | · Anglaterra | · Escòcia | · França | · Gal·les | · Irlanda | · Itàlia |
| --------------------------------------------- | ------------ | --------- | -------- | --------- | --------- | -------- |
| Tornejos                                      | 123          | 125       | 90       | 125       | 125       | 20       |
| Victòries en solitari (Victòries compartides) |              |           |          |           |           |          |
| Nacions Locals                                | 5 (4)        | 9 (2)     | -        | 7 (4)     | 4 (4)     | -        |
| Cinc Nacions                                  | 17 (6)       | 5 (6)     | 12 (8)   | 15 (8)    | 6 (5)     | -        |
| Sis Nacions                                   | 6            | 0         | 5        | 5         | 4         | 0        |
| Total                                         | 28 (10)      | 14 (8)    | 17 (8)   | 27 (12)   | 14 (9)    | 0        |
| Grand Slams                                   |              |           |          |           |           |          |
| Nacions Locals                                | 0            | 0         | -        | 2         | 0         | -        |
| Cinc Nacions                                  | 11           | 3         | 6        | 6         | 1         | -        |
| Sis Nacions                                   | 2            | 0         | 3        | 4         | 2         | 0        |
| Total                                         | 13           | 3         | 9        | 12        | 3         | 0        |
| Triples Corones                               |              |           |          |           |           |          |
| Nacions Locals                                | 5            | 7         | -        | 6         | 2         | -        |
| Cinc Nacions                                  | 16           | 3         | -        | 11        | 4         | -        |
| Sis Nacions                                   | 4            | 0         | -        | 4         | 5         | -        |
| Total                                         | 25           | 10        | -        | 21        | 11        | -        |
| Culleres de fusta                             |              |           |          |           |           |          |
| Nacions Locals                                | 11           | 8         | -        | 8         | 15        | -        |
| Cinc Nacions                                  | 14           | 21        | 17       | 12        | 21        | -        |
| Sis Nacions                                   | 0            | 3         | 0        | 1         | 0         | 8        |
| Total                                         | 25           | 32        | 17       | 21        | 36        | 8        |
| Actualitzaco després del torneig 2019         | Anglaterra   | Escòcia   | França   | Gal·les   | Irlanda   | Itàlia   |

### Copa del Món
Escòcia ha participat en totes les Copes del Món de rugbi des del primer torneig disputat el 1987. El seu millor resultat històric fou la quarta plaça aconseguida en l'edició de 1991. En la semifinal, disputada el 26 d'octubre de 1991, Escòcia va pedre per 6–9 contra Anglaterra a Murrayfield, després que Gavin Hastings fallés un penal gairebé davant de tot i a poca distpancia dels pals. El 30 d'octubre també perdria el partit pel tercer i quart lloc, aquest cop contra Nova Zelanda a Cardiff per 13–6. Des d'aleshores els escocesos s'han classificat per quarts de final en totes les edicions menys en una, el 2011. La seva participació més recent en una Copa del Món fou el 2015, on van quedar eliminats a quarts de final contra Austràlia després d'anar guanyant durant tot el partit, fins que a 30 segons del final els australians els van superar amb un molt discutit penal.
| Edició | Organitzador             | Resultat      |
| ------ | ------------------------ | ------------- |
| 1987   | Nova Zelanda i Austràlia | 1/4 de final  |
| 1991   | Anglaterra               | 4t            |
| 1995   | Sud-àfrica               | 1/4 de final  |
| 1999   | Gal·les                  | 1/4 de final  |
| 2003   | Austràlia                | 1/4 de final  |
| 2007   | França                   | 1/4 de final  |
| 2011   | Nova Zelanda             | Primera ronda |
| 2015   | Anglaterra               | 1/4 de final  |

| Tots els partits a la Copa del Món | Tots els partits a la Copa del Món | Tots els partits a la Copa del Món | Tots els partits a la Copa del Món | Tots els partits a la Copa del Món | Tots els partits a la Copa del Món |
| Any                                | Fase                               | Equip                              | Resultat                           | Equip                              | Estadi                             |
| ---------------------------------- | ---------------------------------- | ---------------------------------- | ---------------------------------- | ---------------------------------- | ---------------------------------- |
| 1987                               | Grup 4                             | França                             | 20–20                              | Escòcia                            | Lancaster Park                     |
| 1987                               | Grup 4                             | Escòcia                            | 60–21                              | Zimbabwe                           | Athletic Park                      |
| 1987                               | Grup 4                             | Romania                            | 28–55                              | Escòcia                            | Carisbrook                         |
| 1987                               | Quarts de final                    | Nova Zelanda                       | 30–3                               | Escòcia                            | Lancaster Park                     |
| 1991                               | Grup B                             | Escòcia                            | 47–9                               | Japó                               | Murrayfield                        |
| 1991                               | Grup B                             | Escòcia                            | 51–12                              | Zimbabwe                           | Murrayfield                        |
| 1991                               | Grup B                             | Escòcia                            | 24–15                              | Irlanda                            | Murrayfield                        |
| 1991                               | Quarts de final                    | Escòcia                            | 28–6                               | Samoa Occidental                   | Murrayfield                        |
| 1991                               | Semi-final                         | Escòcia                            | 6–9                                | Anglaterra                         | Murrayfield                        |
| 1991                               | Tercer i quart lloc                | Escòcia                            | 6–13                               | Nova Zelanda                       | Cardiff                            |
| 1995                               | Grup D                             | Costa d'Ivori                      | 0–89                               | Escòcia                            | Rustenburg                         |
| 1995                               | Grup D                             | Escòcia                            | 41–5                               | Tonga                              | Pretoria                           |
| 1995                               | Grup D                             | França                             | 22–19                              | Escòcia                            | Pretoria                           |
| 1995                               | Quarts de final                    | Nova Zelanda                       | 48–30                              | Escòcia                            | Pretoria                           |
| 1999                               | Grup 1                             | Escòcia                            | 29–46                              | Sud-àfrica                         | Murrayfield                        |
| 1999                               | Grup 1                             | Escòcia                            | 43–12                              | Uruguai                            | Murrayfield                        |
| 1999                               | Grup 1                             | Escòcia                            | 48–0                               | Espanya                            | Murrayfield                        |
| 1999                               | Play-off de 1/4 de final           | Escòcia                            | 35–20                              | Samoa                              | Murrayfield                        |
| 1999                               | Quarts de final                    | Escòcia                            | 18–30                              | Nova Zelanda                       | Murrayfield                        |
| 2003                               | Grup B                             | Escòcia                            | 32–11                              | Japó                               | Townsville                         |
| 2003                               | Grup B                             | Escòcia                            | 39–15                              | Estats Units                       | Brisbane                           |
| 2003                               | Grup B                             | França                             | 51–9                               | Escòcia                            | Sydney                             |
| 2003                               | Grup B                             | Escòcia                            | 22–20                              | Fiji                               | Aussie Stadium                     |
| 2003                               | Quarts de final                    | Austràlia                          | 33–16                              | Escòcia                            | Brisbane                           |
| 2007                               | Grup C                             | Escòcia                            | 56–10                              | Portugal                           | Saint-Étienne                      |
| 2007                               | Grup C                             | Escòcia                            | 42–0                               | Romania                            | Murrayfield                        |
| 2007                               | Grup C                             | Escòcia                            | 0–40                               | Nova Zelanda                       | Murrayfield                        |
| 2007                               | Grup C                             | Escòcia                            | 18–16                              | Itàlia                             | Saint-Étienne                      |
| 2007                               | Quarts de final                    | Argentina                          | 19–13                              | Escòcia                            | Stade de France                    |
| 2011                               | Grup B                             | Escòcia                            | 34–24                              | Romania                            | Invercargill                       |
| 2011                               | Grup B                             | Escòcia                            | 15–6                               | Geòrgia                            | Invercargill                       |
| 2011                               | Grup B                             | Argentina                          | 13–12                              | Escòcia                            | Wellington                         |
| 2011                               | Grup B                             | Anglaterra                         | 16–12                              | Escòcia                            | Auckland                           |
| 2015                               | Grup B                             | Escòcia                            | 45–10                              | Japó                               | Gloucester                         |
| 2015                               | Grup B                             | Escòcia                            | 39–16                              | Estats Units                       | Leeds                              |
| 2015                               | Grup B                             | Sud-àfrica                         | 34–16                              | Escòcia                            | Newcastle                          |
| 2015                               | Grup B                             | Samoa                              | 33–36                              | Escòcia                            | Newcastle                          |
| 2015                               | Quarts de final                    | Austràlia                          | 35–34                              | Escòcia                            | Londres                            |

### Estadístiques equip per equip
Escòcia va aconseguir arribar als 100 punts per primera vegada contra una jove i inexperta Japó el 13 de novembre de 2004 (100–8). L'anterior rècord anotador l'havia establert en la Copa del Món de 1995, on va vèncer a Costa d'Ivori per 89 a 0. El partit contra Japó es va disputar a Perth, essent la primera vegada que l'equip escocès jugava al "Nord del Fort" (i.e. el Fiord de Forth), a la regió caledònia. En el mateix partit Chris Paterson va superar a Andy Irvine com a màxim anotador històric de la selecció.
A continuació hi ha una taula amb les estadístiques de la selecció escocesa davant de les altres seleccions en partits internacionals, fins al 18 d'octubre de 2015.
| Oponent             | Jugats | Guanyats | Perduts | Empatats | % Victòries | Punts a favor | Punts en contra | Diferència |
| ------------------- | ------ | -------- | ------- | -------- | ----------- | ------------- | --------------- | ---------- |
| Anglaterra          | 133    | 42       | 73      | 18       | 31.58%      | 1132          | 1547            | −415       |
| Argentina           | 15     | 6        | 9       | 0        | 40.00%      | 309           | 268             | +41        |
| Austràlia           | 29     | 9        | 20      | 0        | 31.03%      | 364           | 706             | −342       |
| Canadà              | 4      | 3        | 1       | 0        | 75.00%      | 105           | 49              | +56        |
| Costa d'Ivori       | 1      | 1        | 0       | 0        | 100.00%     | 89            | 0               | +89        |
| Espanya             | 1      | 1        | 0       | 0        | 100.00%     | 48            | 0               | +48        |
| Estats Units        | 5      | 5        | 0       | 0        | 100.00%     | 220           | 66              | +154       |
| Fiji                | 6      | 5        | 1       | 0        | 83.33%      | 182           | 145             | +37        |
| França              | 89     | 34       | 52      | 3        | 38.20%      | 1073          | 1262            | −189       |
| Gal·les             | 120    | 48       | 69      | 3        | 40.00%      | 1211          | 1584            | −373       |
| Geòrgia             | 1      | 1        | 0       | 0        | 100.00%     | 15            | 6               | +9         |
| Illencs del Pacífic | 1      | 1        | 0       | 0        | 100.00%     | 34            | 22              | +12        |
| Irlanda             | 131    | 66       | 60      | 5        | 50.38%      | 1355          | 1440            | −85        |
| Itàlia              | 25     | 17       | 8       | 0        | 68.00%      | 588           | 435             | +153       |
| Japó                | 5      | 5        | 0       | 0        | 100.00%     | 266           | 55              | +211       |
| Nova Zelanda        | 30     | 0        | 28      | 2        | 0.00%       | 332           | 900             | −568       |
| Portugal            | 1      | 1        | 0       | 0        | 100.00%     | 56            | 10              | +46        |
| Presidents XV       | 1      | 1        | 0       | 0        | 100.00%     | 27            | 16              | +11        |
| Romania             | 13     | 11       | 2       | 0        | 84.62%      | 475           | 192             | +283       |
| Samoa               | 10     | 8        | 1       | 1        | 80.00%      | 254           | 155             | +99        |
| Sud-àfrica          | 26     | 5        | 21      | 0        | 19.23%      | 286           | 686             | −400       |
| Tonga               | 4      | 3        | 1       | 0        | 75.00%      | 136           | 58              | +78        |
| Uruguai             | 1      | 1        | 0       | 0        | 100.00%     | 43            | 12              | +31        |
| Zimbabwe            | 2      | 2        | 0       | 0        | 100.00%     | 111           | 33              | +78        |
| Total               | 654    | 276      | 346     | 32       | 42.20%      | 8711          | 9647            | −936       |

## Jugadors

### Jugadors històrics
Al llarg de la seva història, l'equip d'Escòcia ha comptat amb un gran nombre de jugadors emblemàtics. L'any 2010, la Unió escocesa de rugbi va inaugurar un Saló de la Fama (Hall of Fame en anglès), per honorar aquells jugadors d'excepció que havien defensat la selecció a XV escocesa. Els primers inclosos allí, el mateix 2010, foren David Bedell-Sivright, George MacPherson, Kenneth Scotland, Sandy Carmichael, Andy Irvine, Finlay Calder, Bill McLaren, Gavin Hastings, Ian McGeechan, Jim Telfer i Gordon Brown · . El 2013 una desena de jugadors va unir-se als altres; arribava el torn de Mark Morrison, Ian Smith, Hugh McLeod, Ian McLauchlan, Jim Renwick, David Leslie, Gary Armstrong, Chris Paterson, Norman Mair i John Rutherford.
Scotsman.com va realitzar un llistat dels 20 jugadors escocesos més importants de tots els temps, la qual estava formada per Colin Deans, David Leslie, Finlay Calder, Wilson Shaw, Roy Laidlaw, Alastair McHarg, Jim Telfer, John Jeffrey, Scott Hastings, Gary Armstrong, Gavin Hastings, John Rutherford, Gordon Brown, Gregor Townsend, Ian McLauchlan, Ian Smith, Jim Renwick, Andy Irvine.
El llisat següent mostra alguns dels jugadors més importants de la selecció escocesa, tot i que es limita a jugadors que han superat la barrera de les 60 participacions amb l'equip, a més d'importants capitans de la selecció o membres del Saló de la Fama del rugbi internacional.
| - Gary Armstrong - John Bannerman - Gordon Brown - Gordon Bulloch - Craig Chalmers - Douglas Elliot - Stuart Grimes | - Gavin Hastings - Scott Hastings - Nathan Hines - Andy Irvine - John Jeffrey - Roy Laidlaw - Sean Lamont | - Kenny Logan - George MacPherson - Ian McGeechan - Hugh McLeod - Mark Morrison - Scott Murray - Chris Paterson | - Bryan Redpath - Jim Renwick - Wilson Shaw - Ian Smith - Tom Smith - Tony Stanger - Simon Taylor | - Gregor Townsend - Doddie Weir - Jason White |

Hi ha 4 jugadors escocesos que foren inclosos al Saló de la Fama del Rugbi Internacional:
- Gordon Brown, inclòs el 2001[113]
- Gavin Hastings, capità dels British Lions, full back, inclòs el 2003[114]
- Andy Irvine, full back, capità d'Escòcia i British Lion, inclòs el 1999[115]
- Ian McGeechan, inclòs el 2005[116]

Després de la fusió, els membres de la selecció escocesa que formen part del Saló de la Fama del Rugbi Mundial són els següents:
- Ian McGeechan,[117] inclòs el 2009.
- Bill Maclagan,[117] inclòs el 2009.
- David Bedell-Sivright,[118] inclòs el 2013.
- Gavin Hastings,[119] inclòs el 2013.
- Jim Greenwood,[120] inclòs el 2014.
- Andy Irvine, inclòs el 2015.
- Bill McLaren, inclòs el 2015.
- Gordon Brown, inclòs el 2015.

### Jugadors amb més participacions
El llistat que segueix a continuació representa als jugadors que han disputat més partits amb la selecció escocesa de rugbi a XV. S'ha de tenir en compte que la creació de la Copa del Món el 1987 i l'increment de la periodicitat dels partits de seleccions ha provocat que tots aquests jugadors siguin dels darrers 25 anys, fet que no significa que siguin millors jugadors que els seus predecessors. Chris Paterson, MBE, ha estat el primer jugador escocès en superar la barrera de les 100 internacionals, fita que aconseguí al Millennium Stadium de Cardiff, en partit contra Gal·les corresponent al Sis Nacions del 2010. Il termine sa carrière avec 109 capes. Anteriorment, el jugador amb més participacions era Scott Murray, que va disputar 87 partits amb Escòcia, i que va ser superat per Paterson el 2008 a l'Argentina.
| #  | Jugador         | Anys en actiu | Nombre de partits |
| 1  | Chris Paterson  | 1999-2011     | 109               |
| 2  | Sean Lamont     | 2004-         | 101               |
| 3  | Ross Ford       | 2004-         | 94                |
| 4  | Scott Murray    | 1997-2007     | 87                |
| 5  | Mike Blair      | 2002-2012     | 85                |
| 6  | Gregor Townsend | 1992-2003     | 82                |
| 7  | Jason White     | 2000-2009     | 77                |
| -  | Nathan Hines    | 2000-2011     | 77                |
| 9  | Gordon Bulloch  | 1997-2005     | 75                |
| 10 | Stuart Grimes   | 1997-2005     | 71                |

### Màxim anotadors històrics
Chris Paterson és també el màxim antador històric de la selecció escocesa. Jugador polivalent, era un excel·lent xutador, aconseguint un total de 809 punts. Va superar l'anterior màxim anotador, Gavin Hastings, l'any 2008, en la derrota de la seva selecció contra Argentina, per 21 a 15. Aquest últim havia aconseguit 667 punts, anotats en 61 partits, que en el seu moment havia superat a Andy Irvine, autor de 273 punts en 51 partits · . Aquests tres jugadors, curiosament, jugaven en posicions defensives.
Gavin Hastings era també l'ostentador del rècord absolut de punts en una Copa del Món (227 punts entre 1987 i 1995) abans de ser superat per l'anglès Jonny Wilkinson.
| #  | Jugador         | Anys en actiu | Nombre de punts |
| 1  | Chris Paterson  | 1999-2011     | 809             |
| 2  | Gavin Hastings  | 1986-1995     | 667             |
| 3  | Greig Laidlaw   | 2010-         | 446             |
| 4  | Andy Irvine     | 1972-1982     | 273             |
| 5  | Dan Parks       | 2004-2012     | 266             |
| 6  | Kenny Logan     | 1992-2003     | 220             |
| 7  | Peter Dods      | 1983-1991     | 210             |
| 8  | Craig Chalmers  | 1989-1999     | 166             |
| 9  | Gregor Townsend | 1993-2003     | 164             |
| 10 | Brendan Laney   | 2001-2004     | 141             |

### Màxim nombre d'assaigs
Ian Smith va formar part dels Immortals, el primer equip escocès en assolir un Grand Slam, el 1925, contribuint a més amb 8 assajos. Va participar en el Cinc Nacions entre els anys 1924 i 1927, i entre el 1929 i el 1933. En total aconseguí 24 assajos en 32 partits. Tony Stanger aconseguí la mateixa xifra en 52 participacions.
Ian Smith va realitzar tots els seus assajos en aquest torneig, ostentant la millor marca fins que fou superat per Brian O'Driscoll. L'irlandès va igualar la seva marca el 13 de març de 2011, i la va millorar una setmana després, aconseguint el seu 25è assaig contra Anglaterra.
| #  | Jugador         | Anys en actiu | Assaigs |
| 1  | Ian Smith       | 1924-1933     | 24      |
| -  | Tony Stanger    | 1989-1998     | 24      |
| 3  | Chris Paterson  | 1999-2011     | 22      |
| 4  | Gavin Hastings  | 1986-1995     | 17      |
| -  | Alan Tait       | 1987-1999     | 17      |
| -  | Gregor Townsend | 1993-2003     | 17      |
| 7  | Iwan Tukalo     | 1985-1992     | 15      |
| 8  | Sean Lamont     | 2004-         | 14      |
| 9  | Kenny Logan     | 1992-2003     | 13      |
| 10 | Arthur Smith    | 1955-1962     | 12      |

### Equip actual
L'1 de setembre de 2015, Escòcia va anunciar els 31 jugadors que representarien a l'equip per disputar la Copa del Món d'aquell any. El 14 de setembre, Kevin Bryce va substituir a Stuart McInally, ja que aquest darrer es va lesionar.
El 29 de setembre Blair Cowan va substituir a Grant Gilchrist, també a causa d'una lesió.
| Nom                | Data de naixement      | Posició              | Club              | Partits |
| ------------------ | ---------------------- | -------------------- | ----------------- | ------- |
| Fraser Brown       | 20 de juny de 1989     | Taloner              | Glasgow Warriors  | 15      |
| Kevin Bryce        | 7 de setembre de 1988  | Taloner              | Glasgow Warriors  | 3       |
| Ross Ford          | 23 d'abril de 1984     | Taloner              | Edinburgh Rugby   | 94      |
| Alasdair Dickinson | 11 de setembre de 1983 | Pilar                | Edinburgh Rugby   | 52      |
| Ryan Grant         | 8 d'octubre de 1985    | Pilar                | Glasgow Warriors  | 25      |
| WP Nel             | 30 d'abril de 1986     | Pilar                | Edinburgh Rugby   | 8       |
| Jon Welsh          | 13 d'octubre de 1986   | Pilar                | Newcastle Falcons | 11      |
| Jonny Gray         | 14 de març de 1994     | Segona línia         | Glasgow Warriors  | 19      |
| Richie Gray        | 24 d'agost de 1989     | Segona línia         | Castres Olympique | 51      |
| Tim Swinson        | 17 de febrer de 1987   | Segona línia         | Glasgow Warriors  | 17      |
| Blair Cowan        | 21 d'abril de 1986     | Tercera línia ala    | London Irish      | 15      |
| John Hardie        | 27 de juliol de 1988   | Tercera línia ala    | Edinburgh Rugby   | 5       |
| Alasdair Strokosch | 21 de febrer de 1983   | Tercera línia ala    | USA Perpinyà      | 47      |
| Ryan Wilson        | 18 de maig de 1989     | Tercera línia ala    | Glasgow Warriors  | 15      |
| David Denton       | 5 de febrer de 1990    | Tercera línia centre | Edinburgh Rugby   | 32      |
| Josh Strauss       | 23 d'octubre de 1986   | Tercera línia centre | Glasgow Warriors  | 5       |
| Sam Hidalgo-Clyne  | 4 d'agost de 1993      | Mig de melé          | Edinburgh Rugby   | 8       |
| Greig Laidlaw      | 12 d'octubre de 1985   | Mig de melé          | Gloucester        | 46      |
| Henry Pyrgos       | 9 de juliol de 1989    | Mig de melé          | Glasgow Warriors  | 17      |
| Finn Russell       | 23 de setembre de 1992 | Mig d'obertura       | Glasgow Warriors  | 15      |
| Duncan Weir        | 10 de maig de 1991     | Mig d'obertura       | Glasgow Warriors  | 21      |
| Mark Bennett       | 3 de febrer de 1993    | Centre               | Glasgow Warriors  | 13      |
| Peter Horne        | 5 d'octubre de 1989    | Centre               | Glasgow Warriors  | 15      |
| Matt Scott         | 30 de setembre de 1990 | Centre               | Edinburgh Rugby   | 33      |
| Richie Vernon      | 7 de juliol de 1987    | Centre               | Glasgow Warriors  | 24      |
| Sean Lamont        | 15 de gener de 1981    | 3/4 ala              | Glasgow Warriors  | 101     |
| Sean Maitland      | 14 de setembre de 1988 | 3/4 ala              | London Irish      | 20      |
| Tommy Seymour      | 1 de juliol de 1988    | 3/4 ala              | Glasgow Warriors  | 22      |
| Tim Visser         | 29 de maig de 1987     | 3/4 ala              | Harlequins        | 23      |
| Stuart Hogg        | 24 de juny de 1992     | Darrera              | Glasgow Warriors  | 38      |

## Entrenadors
Abans del 1971 Escòcia no tenia la figura de l'entrenador; aquest rol l'assumia el mateix capità de l'equip. Aquell any, no obstant, la Unió escocesa va crear el càrrec de primer entrenador com a "conseller del capità". L'escollit fou Bill Dickinson, professor al Jordanhill College, i la seva contribució al rugbi escocès dels anys '70 va ser molt important. Nairn McEwan va ocupar el càrrec a partir del 1977 i durant els següents tres anys, essent substituït per Jim Telfer el 1980. Colin Telfer, el 1984, i, un any més tard, Derrick Grant, també van entrenar la selecció. A partir del 1988, Escòcia fou dirigida per Jim Telfer i per Ian McGeechan, fins que el 2003 fou contractat l'australià Matt Williams, convertint-se així en el primer entrenador no escocès de la selecció de la història. Des d'aleshores hi ha hagut altres seleccionadors estrangers, com ara Scott Johnson, australià, Andy Robinson, anglès, o Vern Cotter, neo-zelandès.
Robinson va agafar les regnes de l'equip el 2009, després de la dimissió de Frank Hadden. Robinson coneixia el rugbi escocès, ja que com el seu predecessor, Hadden, havia entrenat l'Edinburgh Rugby. Scott Johnson era l'assistent de Robinson quan aquest va deixar l'equip el 2013, passant a ser entrenador interí i dirigint l'equip tant en el Sis Nacions d'aquell any com en la gira realitzada a Sud-àfrica. Vern Cotter fou anunciat com a entrenador de l'equip, tot i que no va poder fer-se'n càrrec fins al juny de 2014, ja que encara tenia contracte amb el seu club, el Clermont Auvergne.
| Nom                    | Període   | Partits | Guanyats | Empatats | Perduts | Percentatge de victòries % |
| ---------------------- | --------- | ------- | -------- | -------- | ------- | -------------------------- |
| Bill Dickinson         | 1971–77   | 27      | 14       | 0        | 13      | 52                         |
| Nairn McEwan           | 1977–80   | 14      | 1        | 2        | 11      | 7                          |
| Jim Telfer             | 1980–84   | 27      | 13       | 2        | 12      | 52                         |
| Colin Telfer           | 1984–85   | 6       | 0        | 0        | 6       | 0                          |
| Derrick Grant          | 1985–88   | 18      | 9        | 1        | 8       | 50                         |
| Ian McGeechan          | 1988–93   | 33      | 19       | 1        | 13      | 58                         |
| Jim Telfer             | 1994–99   | 53      | 21       | 2        | 30      | 40                         |
| Ian McGeechan          | 2000–03   | 43      | 18       | 1        | 24      | 42                         |
| Matt Williams          | 2003–05   | 17      | 3        | 0        | 14      | 18                         |
| Frank Hadden           | 2005–09   | 41      | 16       | 0        | 25      | 39                         |
| Andy Robinson          | 2009–12   | 35      | 15       | 1        | 19      | 43                         |
| Scott Johnson (interí) | 2012–14   | 16      | 5        | 0        | 11      | 31                         |
| Vern Cotter            | 2014–2017 | 36      | 19       | 0        | 17      | 53                         |
| Gregor Townsend        | 2017–     | 33      | 17       | 1        | 13      | 52                         |

L'actual equip tècnic està format per:
- Gregor Townsend – Primer entrenador
- Danny Wilson – Entrenador assistent (Atac)
- Steve Tandy – Entrenador assistent (Defensa)
- Mike Blair - Recursos
- Pieter de Villiers - Entrenador de Melé